# Королівський театр Ла Монне

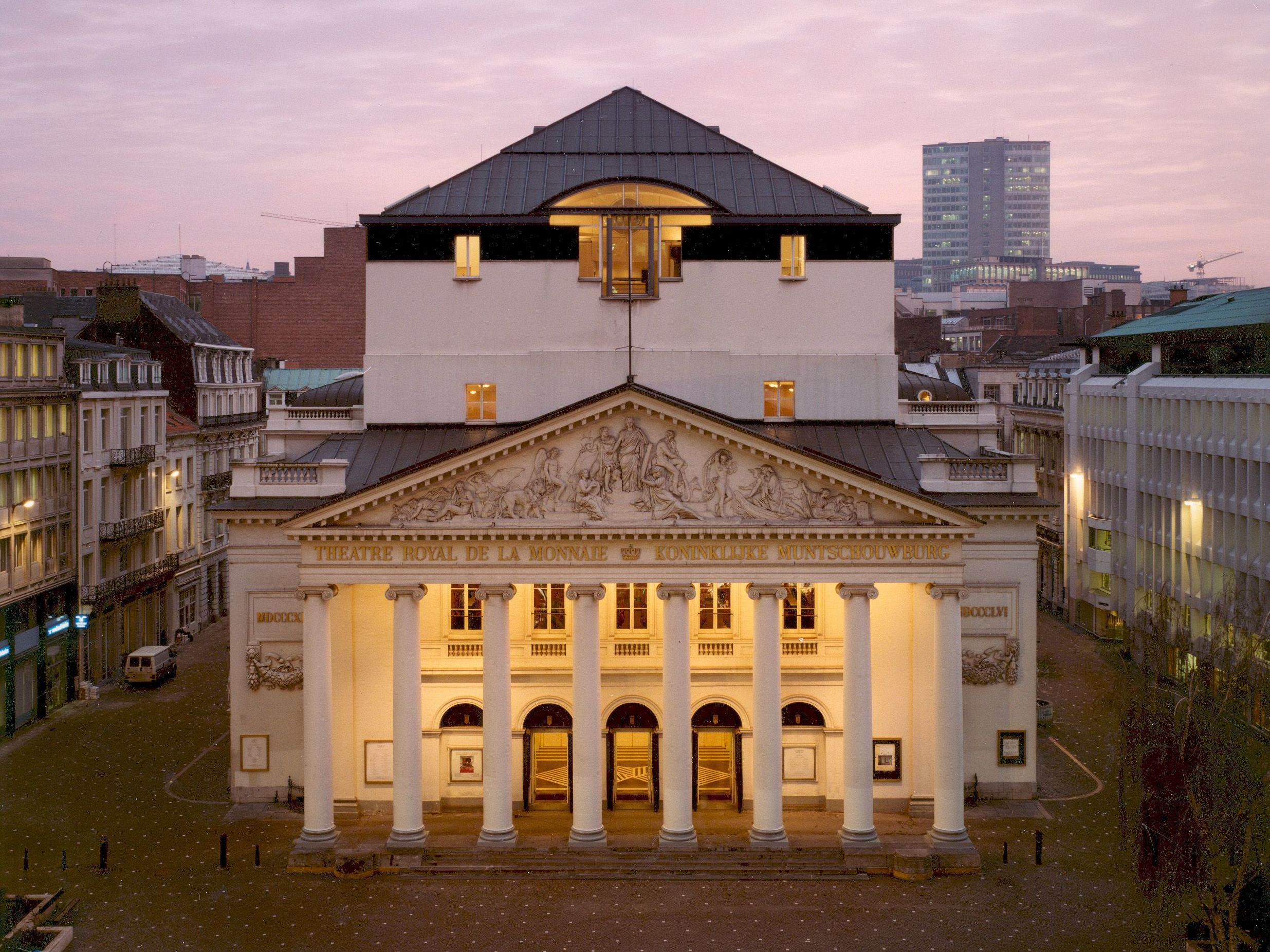
Театр Ла Монне/Де Мунт

Королівський театр Ла Монне/Де Мунт (фр. Théâtre Royal de la Monnaie вимовляється: [teɑtʁ ʁwajal də la mɔnɛ], нід. Koninklijke Muntschouwburg pronounced: [ˈkoːnɪŋkləkə ˈmʏntsxʌuˌbʏr(ə)x]; обидва перекладаються як "Королівський театр Монетного двору") — оперний театр в Брюсселі, провідний культурний центр Бельгії, підтримуваний державою.
Перша будівля опери в Брюсселі була збудована біля 1700 венеційськими архітекторами Паоло й П'єтро Бецці на запрошення італійського фінансиста та музиканта Джіо Паоло Бомбарда на місці старого монетного двору. Театр зазнав реконструкції в 1818 та 1855, остання під орудою Полларта. По останній реконструкції, здійсненій у 1986, зал театр вміщує 1700 глядачів і є одним з найбільших в Європі.
Театр Ла-Монне зіграв особливу роль й у політичній історії Бельгії. 25 серпня 1830 на день народження короля Нідерландів Вільгельма І, під час дії опери Обера «Німа з Портічі», при виконанні арії Назарелло пролунало гасло Aux armes! (До зброї!), що каталізувало Бельгійську революцію, що закінчилася проголошенням незалежності Бельгії.
Луі Олександр Деше (псевдонім — Жанневаль), автор Гімну Бельгії, був актором Королівського театру Ла Монне.